# Ботанический сад Хакгала
Ботани́ческий сад Хакгала (англ. Hakgala Botanical Garden) — ботанический сад в Шри-Ланке.
Ботанический сад является членом международной организации ботанических садов (BGCI), международный идентификационный код HAKGL.

## Описание
Ботанический сад находится в округе Нувара-Элия Центральной провинции, в 10 км на юго-восток от курорта Нувара-Элия по дороге Нувара-Элия — Бадулла. Один из самых высокогорных ботанических садов мира, расположенный на высоте около 1750 метров над уровнем моря на северо-восточном склоне горы Хакгала, высота которой достигает 2169 метров.
Ботанический сад Хакгала является вторым по площади ботаническим садом Шри-Ланки после Королевского ботанического сада в Перадении, его общая площадь составляет 28 гектаров.
Из-за значительной высоты над уровнем моря в саду прохладный умеренный климат. Самая низкая зафиксированная температура в ботаническом саду 3°С. Сад испытывает влияние двух муссонов: юго-западного с мая по август и северо-восточного с октября по декабрь, среднегодовая норма осадков составляет примерно 2300 мм.
Сад был создан в 1861 году в качестве экспериментального сада для выращивания хинного дерева, кора которого использовалась для лечения малярии. После того, как чайные кусты заменили хинное дерево в качестве основной экспортной культуры, в экспериментальном саду выращивали кусты разных сортов чая. В 1884 году сад был преобразован в ботанический сад, где было посажено много растений субтропического и умеренного пояса.
В ботаническом саду произрастает более 10 тысяч видов растении, но наиболее широко представлены орхидеи и розы. Также представлены эвкалипты, чайные и камфорные деревья, сосны, казаурини, кипарисы, гималайские кедры, черешчатые дубы, Cupressus macrocarpa, Syncarpia glomulifera, Rhodoleia championii, Michelia nilagirica, Rhododendron zeylandicum, Streptosolen jamesonii, Santolina chamaecyparissus. Деревянные мостики через небольшие ручейки придают саду особое очарование.
Количество посетителей ботанического сада — около 500 тысяч в год.